# إريك كريستنسن (لاعب كرة قدم أمريكية)
إريك كريستنسن (بالإنجليزية: Erik Christensen)‏ هو لاعب كرة قدم أمريكية أمريكي، ولد في 31 أكتوبر 1931 في إليزابيث في الولايات المتحدة.

## وصلات خارجية
- إريك كريستنسن على موقع مرجع كرة القدم المحترفة.كوم (الإنجليزية)